# Peter Lynch
Peter Lynch (sinh 19 tháng 1 năm 1944) là thương nhân và nhà đầu tư chứng khoán người Mỹ. Ông từng làm cố vấn nghiên cứu tại công ty Fidelity Investments. Lynch tốt nghiệp đại học Boston năm 1965 và hoàn thành khóa thạc sĩ quản trị kinh doanh (MBA) tại trường Wharton năm 1968.

## Fidelity
Lynch trở thành thực tập viên tại Fidelity Investments vào năm 1966 một phần vì là người nhặt bóng cho chủ tịch của Fidelity. Ban đầu ông được giao nghiên cứu ngành giấy, hóa chất và in ấn. Sau khi đi nghĩa vụ hai năm trở về, ông được tuyển chính thức vào năm 1969. Lúc này, ông được giao quản lý các ngành dệt may, luyện kim, khai mỏ và xuất bản. Cuối cùng, Lynch trở thành giám đốc bộ phận nghiên cứu từ 1974 đến 1977. Năm 1977, Lynch trở thành người quản lý quỹ đầu tư Magellan với 18 triệu đô-la Mỹ tài sản ròng. Tại thời điểm Lynch nghỉ hưu (năm 1990), tài sản của quỹ đã là 14 tỷ đô-la Mỹ gồm 1000 loại chứng khoán khác nhau. Từ 1977 đến 1990, quỹ Magellan lãi trung bình 29,2% một năm và có lãi tính trên 20 năm lớn nhất trong lịch sử quỹ đầu tư. Những thương vụ thành công của Lynch bao gồm: Fannie Mae, Ford, Philip Morris, MCI, Volvo, General Electric, General Public Utilities, Student Loan Marketing, Kemper, và Lowe's. Lynch được Jason Zweig miêu tả như một "huyền thoại" trong cuốn Nhà đầu tư thông minh, tái bản và cập nhật năm 2003.

## Sách
Lynch (với John Rothchild là đồng tác giả) đã viết ba cuốn sách về đầu tư, bao gồm: One Up on Wall Street (Một người đứng trên phố Wall), Beating the Street (Đánh bại "thị trường") và Learn to Earn.
Learn to earn dành cho các nhà đầu tư nghiệp dư mọi lứa tuổi, chủ yếu là độ tuổi từ 13 đến 19. One Up đề cập đến những học thuyết trong khi Beating the Street là ứng dụng. One Up trình bày những kỹ thuật đầu tư của Lynch như: phân loại cổ phiếu, "the two-minute drill" - hai phút suy nghĩ thấu đáo, con số nổi tiếng (famous numbers) và thiết kế danh mục cổ phiếu. Quyển Beating the Street tập trung miêu tả những cổ phiếu Lynch lựa chọn nhằm làm sáng tỏ hơn nữa những khái niệm ông nêu trong One Up on Wall Street. Do đó, cả hai quyển sách này phù hợp với mọi nhà đầu tư.
Lynch cũng viết một loạt bài về đầu tư trên tạp chí Worth nhằm bàn luận sâu sắc những khái niệm và công ty ông nêu trong sách.

## Triết lý đầu tư
Lynch đã đề ra những câu châm ngôn nổi tiếng cho mọi chiến lược đầu tư cá nhân.
Nguyên tắc đầu tư nổi tiếng nhất của ông là: "Đầu tư vào những gì bạn biết rõ" , một kiểu định nghĩa kinh tế cho "Hiểu biết phong tục tập quán" (local knowledge). Đối với những nhà đầu tư nghiệp dư, không có thời gian để học những phương pháp định giá cổ phiếu phức tạp hay đọc những báo cáo dài dòng, nguyên tắc này vô cùng hữu hiệu. Bởi vì mỗi người đều có chuyên gia trong những lĩnh vực khác nhau, áp dụng "đầu tư vào những gì bạn biết" giúp họ tìm ra những cổ phiếu đang bị định giá thấp.
Lynch dùng nguyên tắc trên như điểm khởi đầu cho nhà đầu tư. Ông cũng thường nói rằng nhà đầu tư cá nhân còn có khả năng kiếm nhiều tiền hơn cả nhà quản lý quỹ, vì họ có thể tìm ra những khoản đầu tư tốt ngay trong cuộc sống hàng ngày trước cả Phố Wall. Thông qua hai cuốn sách đầu tư của mình, Lynch đã chỉ ra hàng loạt những thương vụ ông tìm ra – không phải tại văn phòng – khi đi chơi với gia đình, lái xe lòng vòng hoặc khi mua bán ở siêu thị. Lynch tin rằng những nhà đầu tư cá nhân cũng có thể làm được như vậy.

## Từ thiện
Dù ông tiếp tục làm bán thời gian với cương vị phó chủ tịch của công ty quản lý và đầu tư Fidelity, chuyên gia tư vấn cho công ty đầu tư Fidelity, Lynch dành phần lớn thời gian để hỗ trợ những nhà phân tích trẻ, ông cũng dành nhiều thời gian cho việc từ thiện. Ông thấy từ thiện cũng là một dạng đầu tư. Lynch muốn hỗ trợ những ý tưởng mà ông nghĩ có thể lan rộng, ví dụ như First Night, lễ hội năm mới bắt đầu ở Boston từ 1976 và lan rộng ra 200 cộng đồng khác.
Peter Lynch được ghi danh vào Bảng vàng những nhà doanh nghiệp hàng đầu của Mỹ năm 1991